# Гімназія святого Йогана
53°52′00″ пн. ш. 10°41′35″ сх. д. / 53.8667° пн. ш. 10.6931° сх. д.
Гімназія Св. Йогана — (нім. Gymnasium Johanneum zu Lübeck) — державна класична гімназія в Любеку. Офіційна дата заснування — 15 квітня 1872 року.

## Історія
Спочатку гімназія розташувалась в будівлі поряд з Кафедральним собором — Домом (нім. Dom, Dom-Kathedrale, Dom-Kirche) -на розі вулиць Домкірхгоф і Мустербан. Сьогодні тут розташована «Домська» ґімназія — (Oberschule zum Dom). 23 квітня 1906 школа переїхала на площу колишнього (чоловічого) монастиря Ордену Святого Йоганна (нім. Sankt-Johannis-Kloster) — в просторіччі Ордену Йоганітів, по однойменній вулиці. Завдяки чому гімназія з тих пір носить назву «Йоганеум» і символ Ордену як герб школи — «мальтійський хрест». В XIX-му сторіччі та на початку ХХ-го ст. гімназія мала офіційний статус «Школа вищих бюргерських прошарків» (нім. Höhere Bürgerschule).
- 1910 — школу реформовано: закриваються класи «реальної школи»

- 1923 — нова реформа: гімназія поділяється на «Реальну-» та «Старшу-» школи (Realgymnasium; Oberschule).
- 1937 — Йоганеум стає «чистою» Старшою школою, що означає тільки класи від 5-го по 12-й.

- 1945 — пртогяом семи місяців гімназію було закрито.

- В 1972 році гімназія відзначила свій 100-річний ювілей.

- В 1975 році школа додає до реєстру фахів ще й музичний напрямок.

- В 1976 році в чоловічий (за традицією Ордену) ґімназії з'являються перші ґімназистки-дівчата і починаються совмісне навчання (Koedukation). Ця новація була з радістю стрічена хлопцями-старшоклассниками. Остаточно совмісно навчання міською Радою було законодавчо закріплено в 1979 р.

- 1983 — гімназія одержує власний трьохзальний спортивний комплекс.

- 1998 — сусідня будівля протипожежної охорони стає власністю школи и перебудовується під майстерні та лабораторії.

## Формула навчання сьогодні
Термін навчання: 5-13 класи. Повний курс фахів класичної гімназії, по групах: природничі і точні науки, гуманітарні і суспільні науки, філософія і релігія, література і мовознавство, мистецтво та спорт. Вивчаються такі іноземні мови: латина, англійська, французька, іспанська, італійська. Основні напрямки спеціалізованих навчальних фахів для старшокласників випускних класів (12-13 кл.) (нім. Leistungskurse) — природничі науки, мистецтво, музика. Але гімназія не є вузько-спеціалізованною музичною школою. До вибору учнів з музичним фахом є сім оркестрів (в тому числі великі — симфонічний та джазовий), п'ять хорів та базовий театральний курс. Кожен рік головний оркестр школи виїжджає на гастролі за кордон. Однією з традиційних адрес поїздок оркестру є Будапешт — давні професійні та дружні стосунки пов'язують старшого викладача музики та диригента симфонічного оркестру гімназії Хайнца Арльта (Heinz Arlt) з ректором консерваторії імені Ференца Ліста в Будапешті.
Гімназія має «споріднені» школи в Італії та Франції, з котрими на постійній основі обмінюється учнями на засадах мовної практики — навчання в оригінальному мовному середовищі.
На сьогодні в гімназії вчаться 872 школярі, працюють 67 викладачів. Майже в кожному щорічному випуску гімназистів є юнаки та дівчата з України — завдяки принциповій політичній позиції керівництва школи і толерантного ставлення колектива педагогів до талановитої молоді з-за кордону.
Ректор гімназії — Йорн Муксфельд (Jörn Muxfeldt)

## Визначні випускники гімназії
- Віллі Брандт (Willy Brandt) — видатний європейський політик та німецький державний діяч: бюрґомайстер Західного Берліна (1957—1966), міністр закордонних справ ФРН (1966—1969), бундесканцлер ФРН (1969—1974), президент Соціалістичного Інтернаціоналу (1976—1992), лауреат Нобелівської премії миру (1971).
- Бйорн Енґгольм (Björn Engholm) — федеральний міністр освіти і науки (1981—1982), прем'єр-міністр землі Шлезвіґ-Гольштайн (1988—1993), голова партії СДП (1991—1993)
- Бернд Ровер (Bernd Rohwer) — німецький політик (СДП), міністр економіки землі Шлезвіг-Гольштайн (2000—2005)
- Петер Фос (Peter Voß) — відомий німецький журналіст та тб-коментатор.
- Йорґ Вонторра (Jörg Wontorra) — телевізійний ведучій та тб-продуцент.
- Мар'яле Гьопнер (Mareile Höppner) — журналістка та ведуча телепрограм.